# Fitjar
Fitjar er by og en kommune i den sydlige del af Vestland fylke i Norge. Den ligger på øen Stord, hvor den i syd grænser til kommunen Stord. 
Over de omliggende fjorde ligger i nord Austevoll og nordøst Tysnes kommuner og i vest Bømlo.  Byen  Fitjar har 1.342 indbyggere (2012) 